# Vegyes műkorcsolya-csapatverseny a 2020. évi téli ifjúsági olimpiai játékokon
A 2020. évi téli ifjúsági olimpiai játékokon a vegyes műkorcsolya-csapatversenyt január 15-én rendezték a Lausanne-i Skating Arenában.
A versenyszámban 15 nemzet szerepelt. Az aranyérmet az „Bátorság” (Courage) elnevezésű csapat nyerte. A csapatversenyben magyar színekben Schermann Regina vett részt, mint a bronzérmes Vízió-csapat tagja.

## Versenynaptár
Az időpont(ok) helyi idő szerint olvashatóak (UTC +01:00):
| Dátum                    | Időpont     | Forduló                                       |
| ------------------------ | ----------- | --------------------------------------------- |
| 2020. január 15., szerda | 11:30-12:41 | Nemzetek vegyes részvételei (MIX) Jégtánc     |
| 2020. január 15., szerda | 13:00-14:12 | Nemzetek vegyes részvételei (MIX) Páros       |
| 2020. január 15., szerda | 14:30-15:42 | Nemzetek vegyes részvételei (MIX) Lány egyéni |
| 2020. január 15., szerda | 16:00-17:12 | Nemzetek vegyes részvételei (MIX) Fiú egyéni  |

## Résztvevők

### Résztvevők nemzetenként
| Részt vevő nemzetek fiú / lány megbontásban | Részt vevő nemzetek fiú / lány megbontásban | Részt vevő nemzetek fiú / lány megbontásban | Részt vevő nemzetek fiú / lány megbontásban | Részt vevő nemzetek fiú / lány megbontásban | Részt vevő nemzetek fiú / lány megbontásban | Részt vevő nemzetek fiú / lány megbontásban | Részt vevő nemzetek fiú / lány megbontásban | Részt vevő nemzetek fiú / lány megbontásban |
| ------------------------------------------- | ------------------------------------------- | ------------------------------------------- | ------------------------------------------- | ------------------------------------------- | ------------------------------------------- | ------------------------------------------- | ------------------------------------------- | ------------------------------------------- |
| nemzet                                      | F                                           | L                                           | nemzet                                      | F                                           | L                                           | nemzet                                      | F                                           | L                                           |
| Dél-Korea (KOR)                             | 1                                           | 0                                           | Grúzia (GEO)                                | 1                                           | 1                                           | Németország (GER)                           | 1                                           | 1                                           |
| Egyesült Államok (USA)                      | 3                                           | 3                                           | Japán (JPN)                                 | 2                                           | 1                                           | Olaszország (ITA)                           | 2                                           | 1                                           |
| Észtország (EST)                            | 1                                           | 0                                           | Kanada (CAN)                                | 3                                           | 4                                           | Oroszország (RUS)                           | 4                                           | 5                                           |
| Finnország (FIN)                            | 0                                           | 1                                           | Kína (CHN)                                  | 1                                           | 1                                           | Svájc (SUI)                                 | 1                                           | 1                                           |
| Franciaország (FRA)                         | 1                                           | 2                                           | Magyarország (HUN)                          | 0                                           | 1                                           | Ukrajna (UKR)                               | 3                                           | 2                                           |

F = fiú, L = lány

### Résztvevők csapatonként
| Sor- rend | Csapat                | Fiú egyéni                                       | Lány egyéni                              | Páros                                                                  | Jégtánc                                                        |
| --------- | --------------------- | ------------------------------------------------ | ---------------------------------------- | ---------------------------------------------------------------------- | -------------------------------------------------------------- |
| 1.        | Összpontosítás-csapat | Kagijama Juma · Japán (JPN)                      | Kate Wang · Egyesült Államok (USA)       | Egyesült Államok (USA) · Cate Fleming · Jedidah Isbell                 | Oroszország (RUS) · Szofja Tyutyunina · Alekszandr Suszticskij |
| 2.        | Felfedezés-csapat     | Nikolaj Memola · Olaszország (ITA)               | Catherine Carle · Kanada (CAN)           | Oroszország (RUS) · Apollinarija Panfilova · Dmitrij Rilov             | Franciaország (FRA) · Célina Fradji · Jean-Hans Fourneaux      |
| 3.        | Bátorság-csapat       | Arlet Levandi · Észtország (EST)                 | Kszenyija Szinyicina · Oroszország (RUS) | Grúzia (GEO) · Alina Butaeva · Luka Berulava                           | Japán (JPN) · Josida Utana · Nisijama Singo                    |
| 4.        | Elhatározás-csapat    | Csha Jonghjon (Cha Young-hyun) · Dél-Korea (KOR) | Nella Pelkonen · Finnország (FIN)        | Kanada (CAN) · Brooke McIntosh · Brandon Toste                         | Egyesült Államok (USA) · Katarina Wolfkostin · Jeffrey Chen    |
| 5.        | Motiváció-csapat      | Andrij Kokura · Ukrajna (UKR)                    | Alessia Tornaghi · Olaszország (ITA)     | Oroszország (RUS) · Diana Muhametzjanova · Ilja Mironov                | Svájc (SUI) · Gina Zehnder · Beda Leon Sieber                  |
| 6.        | Jövő-csapat           | Matteo Nalbone · Olaszország (ITA)               | Anna Frolova · Oroszország (RUS)         | Kína (CHN) · Vang Jü-csen (Wang Yuchen) · Huang Ji-hang (Huang Yihang) | Ukrajna (UKR) · Hanna Csernyjavszka · Oleh Muratov             |
| 7.        | Vizió-csapat          | Andrej Mozaljov · Oroszország (RUS)              | Schermann Regina · Magyarország (HUN)    | Ukrajna (UKR) · Szofija Neszterova · Artem Darenszkij                  | Kanada (CAN) · Natalie D’Alessandro · Bruce Waddell            |
| 8.        | Remény-csapat         | Liam Kapeikis · Egyesült Államok (USA)           | Maïa Mazzara · Franciaország (FRA)       | Németország (GER) · Letizia Roscher · Luis Schuster                    | Kanada (CAN) · Makita Miku · Tyler Gunara                      |

## Eredmények

### Összesítés
| Hely. | Csapat                      | Nemzet                            | Jégtánc | Jégtánc | Páros | Páros | Lány egyéni | Lány egyéni | Fiú egyéni | Fiú egyéni | Összes pontszám |
| Hely. | Csapat                      | Nemzet                            | Hely.   | Pont    | Hely. | Pont  | Hely.       | Pont        | Hely.      | Pont       | Összes pontszám |
| ----- | --------------------------- | --------------------------------- | ------- | ------- | ----- | ----- | ----------- | ----------- | ---------- | ---------- | --------------- |
| Arany | Bátorság (Courage)          | Nemzetek vegyes részvételei (MIX) | 1       | 8       | 3     | 6     | 1           | 8           | 7          | 2          | 24              |
| Ezüst | Összpontosítás (Focus)      | Nemzetek vegyes részvételei (MIX) | 2       | 7       | 6     | 3     | 5           | 4           | 1          | 8          | 22              |
| Bronz | Vízió (Vision)              | Nemzetek vegyes részvételei (MIX) | 3       | 6       | 7     | 2     | 6           | 3           | 2          | 7          | 18              |
| 4.    | Elhatározás (Determination) | Nemzetek vegyes részvételei (MIX) | 4       | 5       | 4     | 5     | 7           | 2           | 3          | 6          | 18              |
| 5.    | Motiváció (Motivation)      | Nemzetek vegyes részvételei (MIX) | 8       | 1       | 2     | 7     | 3           | 6           | 6          | 3          | 17              |
| 6.    | Felfedezés (Discovery)      | Nemzetek vegyes részvételei (MIX) | 7       | 2       | 1     | 8     | 8           | 1           | 5          | 4          | 15              |
| 7.    | Jövő (Future)               | Nemzetek vegyes részvételei (MIX) | 6       | 3       | 5     | 4     | 2           | 7           | 8          | 1          | 15              |
| 8.    | Remény (Hope)               | Nemzetek vegyes részvételei (MIX) | 5       | 4       | 8     | 1     | 4           | 5           | 4          | 5          | 15              |

### Részeredmények

#### Jégtánc
| Hely. | Versenyző                                | Csapat         | Nemzet                 | LV    | Az öt általános komponens pontszáma | Az öt általános komponens pontszáma | Az öt általános komponens pontszáma | Az öt általános komponens pontszáma | Az öt általános komponens pontszáma | PP    | TP    | CsP. | ÖP.   |
| Hely. | Versenyző                                | Csapat         | Nemzet                 | LV    | KK.                                 | ÁM.                                 | EM.                                 | KG.                                 | KF.                                 | PP    | TP    | CsP. | ÖP.   |
| ----- | ---------------------------------------- | -------------- | ---------------------- | ----- | ----------------------------------- | ----------------------------------- | ----------------------------------- | ----------------------------------- | ----------------------------------- | ----- | ----- | ---- | ----- |
| 1.    | Josida Utana Nisijama Singo              | Bátorság       | Japán (JPN)            | 0,00  | 6,96                                | 7,14                                | 7,46                                | 7,64                                | 7,89                                | 44,51 | 54,70 | 8    | 99,21 |
| 2.    | Szofja Tyutyunina Alekszandr Suszticskij | Összpontosítás | Oroszország (RUS)      | 0,00  | 7,54                                | 7,25                                | 7,64                                | 7,61                                | 7,57                                | 45,13 | 51,26 | 7    | 96,39 |
| 3.    | Natalie D’Alessandro Bruce Waddell       | Vízió          | Kanada (CAN)           | 0,00  | 7,29                                | 7,14                                | 7,54                                | 7,54                                | 7,64                                | 44,59 | 51,14 | 6    | 95,73 |
| 4.    | Katarina Wolfkostin Jeffrey Chen         | Elhatározás    | Egyesült Államok (USA) | -1,00 | 7,18                                | 7,11                                | 7,07                                | 7,50                                | 7,39                                | 43,50 | 47,91 | 5    | 90,41 |
| 5.    | Makita Miku Tyler Gunara                 | Remény         | Kanada (CAN)           | 0,00  | 7,11                                | 6,93                                | 7,29                                | 7,25                                | 7,36                                | 43,13 | 46,74 | 4    | 89,87 |
| 6.    | Hanna Csernyjavszka Oleh Muratov         | Jövő           | Ukrajna (UKR)          | 0,00  | 6,14                                | 5,96                                | 6,25                                | 6,21                                | 6,32                                | 37,05 | 43,81 | 3    | 80,86 |
| 7.    | Célina Fradji Jean-Hans Fourneaux        | Felfedezés     | Franciaország (FRA)    | 0,00  | 5,75                                | 5,50                                | 5,96                                | 5,93                                | 5,89                                | 34,84 | 41,02 | 2    | 75,86 |
| 8.    | Gina Zehnder Beda Leon Sieber            | Motiváció      | Svájc (SUI)            | -1,00 | 4,32                                | 4,04                                | 4,18                                | 4,50                                | 4,21                                | 25,50 | 36,37 | 1    | 60,87 |

#### Páros
| Hely. | Versenyző                                               | Csapat         | Nemzet                 | LV    | Az öt általános komponens pontszáma | Az öt általános komponens pontszáma | Az öt általános komponens pontszáma | Az öt általános komponens pontszáma | Az öt általános komponens pontszáma | PP    | TP    | CsP. | ÖP.    |
| Hely. | Versenyző                                               | Csapat         | Nemzet                 | LV    | KK.                                 | ÁM.                                 | EM.                                 | KG.                                 | KF.                                 | PP    | TP    | CsP. | ÖP.    |
| ----- | ------------------------------------------------------- | -------------- | ---------------------- | ----- | ----------------------------------- | ----------------------------------- | ----------------------------------- | ----------------------------------- | ----------------------------------- | ----- | ----- | ---- | ------ |
| 1.    | Apollinarija Panfilova Dmitrij Rilov                    | Felfedezés     | Oroszország (RUS)      | 0,00  | 8,18                                | 7,96                                | 8,14                                | 8,25                                | 8,25                                | 65,25 | 61,24 | 8    | 126,49 |
| 2.    | Diana Muhametzjanova Ilja Mironov                       | Motiváció      | Oroszország (RUS)      | -2,00 | 7,46                                | 7,11                                | 6,86                                | 7,36                                | 7,14                                | 57,50 | 46,39 | 7    | 101,89 |
| 3.    | Alina Butaeva Luka Berulava                             | Bátorság       | Grúzia (GEO)           | 0,00  | 6,79                                | 6,43                                | 6,54                                | 6,82                                | 6,82                                | 53,43 | 47,27 | 6    | 100,70 |
| 4.    | Brooke McIntosh Brandon Toste                           | Elhatározás    | Kanada (CAN)           | 0,00  | 6,07                                | 6,00                                | 6,11                                | 6,18                                | 5,96                                | 48,52 | 48,21 | 5    | 96,73  |
| 5.    | Vang Jü-csen (Wang Yuchen) Huang Ji-hang (Huang Yihang) | Jövő           | Kína (CHN)             | -2,00 | 6,39                                | 6,00                                | 5,89                                | 6,32                                | 6,00                                | 48,95 | 44,40 | 4    | 91,35  |
| 6.    | Cate Fleming Jedidah Isbell                             | Összpontosítás | Egyesült Államok (USA) | 0,00  | 5,89                                | 5,68                                | 5,93                                | 6,18                                | 5,86                                | 47,27 | 44,07 | 3    | 91,34  |
| 7.    | Szofija Neszterova Artem Darenszkij                     | Vízió          | Ukrajna (UKR)          | 0,00  | 5,68                                | 5,50                                | 5,64                                | 5,75                                | 5,64                                | 45,13 | 41,40 | 2    | 86,53  |
| 8.    | Letizia Roscher Luis Schuster                           | Remény         | Németország (GER)      | -1,00 | 5,25                                | 5,11                                | 5,11                                | 5,32                                | 5,25                                | 41,67 | 37,57 | 1    | 78,24  |

#### Lány egyéni
| Hely. | Versenyző            | Csapat         | Nemzet                 | LV    | Az öt általános komponens pontszáma | Az öt általános komponens pontszáma | Az öt általános komponens pontszáma | Az öt általános komponens pontszáma | Az öt általános komponens pontszáma | PP    | TP    | CsP. | ÖP.    |
| Hely. | Versenyző            | Csapat         | Nemzet                 | LV    | KK.                                 | ÁM.                                 | EM.                                 | KG.                                 | KF.                                 | PP    | TP    | CsP. | ÖP.    |
| ----- | -------------------- | -------------- | ---------------------- | ----- | ----------------------------------- | ----------------------------------- | ----------------------------------- | ----------------------------------- | ----------------------------------- | ----- | ----- | ---- | ------ |
| 1.    | Kszenyija Szinyicina | Bátorság       | Oroszország (RUS)      | -1,00 | 8,18                                | 8,07                                | 8,04                                | 8,36                                | 8,21                                | 65,38 | 63,25 | 8    | 127,63 |
| 2.    | Anna Frolova         | Jövő           | Oroszország (RUS)      | -1,00 | 7,71                                | 7,57                                | 7,50                                | 7,71                                | 7,68                                | 61,08 | 65,92 | 7    | 126,00 |
| 3.    | Alessia Tornaghi     | Motiváció      | Olaszország (ITA)      | 0,00  | 7,21                                | 6,93                                | 7,50                                | 7,43                                | 7,43                                | 58,41 | 66,81 | 6    | 125,22 |
| 4.    | Maïa Mazzara         | Remény         | Franciaország (FRA)    | -1,00 | 6,64                                | 6,39                                | 6,25                                | 6,61                                | 6,43                                | 51,71 | 52,65 | 5    | 103,36 |
| 5.    | Kate Wang            | Összpontosítás | Egyesült Államok (USA) | 0,00  | 6,14                                | 5,82                                | 6,04                                | 6,14                                | 5,89                                | 48,03 | 53,81 | 4    | 101,84 |
| 6.    | Schermann Regina     | Vízió          | Magyarország (HUN)     | -2,00 | 6,14                                | 5,89                                | 5,89                                | 6,29                                | 6,00                                | 48,32 | 49,05 | 3    | 95,37  |
| 7.    | Nella Pelkonen       | Elhatározás    | Finnország (FIN)       | 0,00  | 5,71                                | 5,50                                | 5,71                                | 5,64                                | 5,50                                | 44,90 | 46,37 | 2    | 91,27  |
| 8.    | Catherine Carle      | Felfedezés     | Kanada (CAN)           | -1,00 | 6,32                                | 5,86                                | 5,89                                | 6,11                                | 6,00                                | 48,29 | 43,93 | 1    | 91,22  |

#### Fiú egyéni
| Hely. | Versenyző                      | Csapat         | Nemzet                 | LV    | Az öt általános komponens pontszáma | Az öt általános komponens pontszáma | Az öt általános komponens pontszáma | Az öt általános komponens pontszáma | Az öt általános komponens pontszáma | PP    | TP    | CsP. | ÖP.    |
| Hely. | Versenyző                      | Csapat         | Nemzet                 | LV    | KK.                                 | ÁM.                                 | EM.                                 | KG.                                 | KF.                                 | PP    | TP    | CsP. | ÖP.    |
| ----- | ------------------------------ | -------------- | ---------------------- | ----- | ----------------------------------- | ----------------------------------- | ----------------------------------- | ----------------------------------- | ----------------------------------- | ----- | ----- | ---- | ------ |
| 1.    | Kagijama Juma                  | Összpontosítás | Japán (JPN)            | -3,00 | 8,14                                | 7,57                                | 7,68                                | 7,89                                | 7,68                                | 77,92 | 82,70 | 8    | 157,62 |
| 2.    | Andrej Mozaljov                | Vízió          | Oroszország (RUS)      | 0,00  | 7,57                                | 7,50                                | 7,57                                | 7,61                                | 7,46                                | 75,42 | 79,55 | 7    | 154,97 |
| 3.    | Csha Jonghjon (Cha Young-hyun) | Elhatározás    | Dél-Korea (KOR)        | 0,00  | 6,93                                | 6,54                                | 6,96                                | 6,86                                | 7,00                                | 68,58 | 64,55 | 6    | 133,13 |
| 4.    | Liam Kapeikis                  | Remény         | Egyesült Államok (USA) | -1,00 | 6,07                                | 5,86                                | 6,14                                | 6,29                                | 6,14                                | 61,00 | 57,28 | 5    | 117,28 |
| 5.    | Nikolaj Memola                 | Felfedezés     | Olaszország (ITA)      | 0,00  | 5,82                                | 5,50                                | 5,79                                | 6,00                                | 5,75                                | 57,72 | 54,55 | 4    | 112,27 |
| 6.    | Andrij Kokura                  | Motiváció      | Ukrajna (UKR)          | 0,00  | 5,82                                | 5,07                                | 5,46                                | 5,54                                | 5,57                                | 54,92 | 45,46 | 3    | 100,38 |
| 7.    | Arlet Levandi                  | Bátorság       | Észtország (EST)       | -2,00 | 5,43                                | 5,11                                | 5,25                                | 5,54                                | 5,54                                | 53,74 | 45,89 | 2    | 97,63  |
| 8.    | Matteo Nalbone                 | Jövő           | Olaszország (ITA)      | -1,00 | 4,82                                | 4,29                                | 4,29                                | 4,75                                | 4,43                                | 45,16 | 29,73 | 1    | 73,89  |